# Maurizio Lauro
Maurizio Lauro (Ischia, 12 marzo 1981) è un allenatore di calcio ed ex calciatore italiano, di ruolo difensore.

## Carriera
Nato a Ischia, comincia a muovere i primi passi calcistici nelle file della scuola calcio Torrione di Forio, nel 1997 passa all'Ascoli ed esordisce in Serie C1 nel 1999. La stagione successiva rimane nelle Marche sempre in C1 scendendo in campo per una sola occasione. Passa quindi al Chieti con cui, giocando titolare, nella stagione 2000-2001 ottiene una promozione nell'allora C1. L'anno successivo l'Ascoli decide di mandarlo in prestito in Serie C2 al San Marino dove in due stagioni scenderà in campo per 63 volte segnando anche una rete. La stagione 2004-2005 lo vede esordiente in Serie B sempre nelle file dell'Ascoli e il suo contributo si rivela prezioso, scendendo in campo 28 volte. Nella stagione 2005-2006 viene ingaggiato in prestito dalla Reggina che lo fa esordire in Serie A nella gara Ascoli-Reggina proprio contro la sua ex squadra. Complice un fastidioso infortunio, viene però utilizzato col contagocce da Walter Mazzarri, entrando in campo solo in cinque occasioni; nel gennaio 2006 ritorna dunque all'Ascoli, anch'esso in Serie A. L'acquista il Cesena per il campionato 2006-2007 dove diventa una delle colonne della difesa e riconquista la Serie A dopo 3 campionati di Serie B e uno di Serie C1.
Il 14 luglio firma un contratto biennale con la Ternana neopromossa in Serie B e conclude la prima stagione collezionando 20 presenze.
La seconda stagione realizza 21 presenza e una rete contro la sua ex squadra, il Cesena.
Ha concluso la stagione in anticipo perché ad aprile si infortuna alla scafoide tarsiale del piede destro.
A fine stagione, la dirigenza della Ternana decide di non rinnovare il contratto al difensore che rimane svincolato.
Nel luglio 2014 trova un accordo con l'Ancona, ma a causa di un'osteomielite contratta in precedenza, non può giocare: inizia così ad allenare, diventando dal gennaio 2015 collaboratore del tecnico Cornacchini.

## Dopo il ritiro
Nel 2015 ha aperto (grazie anche alle conoscenze acquisite con il diploma di perito agrario preso alle scuole superiori), insieme ad un amico, un'azienda agricola a Ronta, una frazione di Cesena, la Superfruit, specializzata nella produzione di fragole.
Nel 2015, ritiratosi dal calcio giocato, diviene l'allenatore degli allievi della Cuprense. L'anno successivo viene ingaggiato dalla Sangiustese come collaboratore tecnico dell'allenatore Mirko Cudini.
Dopo alcune esperienze come collaboratore tecnico e a capo di giovanili nel 2019 inizia l'attività di capoallenatore sulla panchina del Castelfidardo che conduce alla promozione in Serie D. Nella stagione seguente in Serie D conduce i biancoverdi al settimo posto. 
Nell'estate del 2021 viene ingaggiato come allenatore del Mantova nella Serie C. Il 12 dicembre, all'indomani del pareggio contro la Pro Patria, viene sollevato dall'incarico. Il 12 aprile 2022 viene richiamato sulla panchina virgiliana conducendo la squadra alla salvezza.
Il 16 febbraio 2023 viene nominato nuovo tecnico dell'Alessandria, in Serie C. Dopo aver terminato il campionato al quart’ultimo posto, ottiene la salvezza ai play-out contro il San Donato Tavarnelle. Nonostante ciò, non viene confermato.
Il 5 luglio 2023 viene ufficializzato come nuovo allenatore della Sambenedettese, in Serie D. Il 4 marzo successivo, dopo il pareggio con il Real Monterotondo e con la squadra seconda in classifica a meno 4 dalla capolista Campobasso, viene sollevato dall'incarico. Richiamato dopo appena tre settimane, viene nuovamente esonerato il 22 Aprile, all'indomani della sconfitta contro l'atletico Ascoli.

## Statistiche

### Statistiche da allenatore
Statistiche aggiornate al 22 aprile 2024.
| Stagione             | Squadra              | Campionato           | Campionato | Campionato | Campionato | Campionato | Coppe nazionali | Coppe nazionali | Coppe nazionali | Coppe nazionali | Coppe nazionali | Coppe continentali | Coppe continentali | Coppe continentali | Coppe continentali | Coppe continentali | Altre coppe | Altre coppe | Altre coppe | Altre coppe | Altre coppe | Totale | Totale | Totale | Totale | % Vittorie | Piazzamento        |
| Stagione             | Squadra              | Comp                 | G          | V          | N          | P          | Comp            | G               | V               | N               | P               | Comp               | G                  | V                  | N                  | P                  | Comp        | G           | V           | N           | P           | G      | V      | N      | P      | %          | Piazzamento        |
| -------------------- | -------------------- | -------------------- | ---------- | ---------- | ---------- | ---------- | --------------- | --------------- | --------------- | --------------- | --------------- | ------------------ | ------------------ | ------------------ | ------------------ | ------------------ | ----------- | ----------- | ----------- | ----------- | ----------- | ------ | ------ | ------ | ------ | ---------- | ------------------ |
| 2019-2020            | Castelfidardo        | Ecc.                 | 23         | 11         | 9          | 3          | -               | -               | -               | -               | -               | -                  | -                  | -                  | -                  | -                  | -           | -           | -           | -           | -           | 23     | 11     | 9      | 3      | 47,83      | 1º (prom.)         |
| 2020-2021            | Castelfidardo        | D                    | 34         | 14         | 13         | 7          | -               | -               | -               | -               | -               | -                  | -                  | -                  | -                  | -                  | -           | -           | -           | -           | -           | 34     | 14     | 13     | 7      | 41,18      | 6º                 |
| Totale Castelfidardo | Totale Castelfidardo | Totale Castelfidardo | 57         | 25         | 22         | 10         |                 | -               | -               | -               | -               |                    | -                  | -                  | -                  | -                  |             | -           | -           | -           | -           | 57     | 25     | 22     | 10     | 43,86      |                    |
| 2021-2022            | Mantova              | C                    | 20         | 3          | 11         | 6          | CI-C            | 2               | 1               | 0               | 1               | -                  | -                  | -                  | -                  | -                  | -           | -           | -           | -           | -           | 21     | 3      | 11     | 7      | 14,29      | Eson., Sub., 15º   |
| feb.-giu. 2023       | Alessandria          | C                    | 11+2       | 3+1        | 4+1        | 4          | CI-C            | -               | -               | -               | -               | -                  | -                  | -                  | -                  | -                  | -           | -           | -           | -           | -           | 13     | 4      | 5      | 4      | 30,77      | Sub., 17º          |
| 2023-2024            | Sambenedettese       | D                    | 30         | 14         | 11         | 5          | CI-D            | 2               | 1               | 1               | 0               | -                  | -                  | -                  | -                  | -                  | -           | -           | -           | -           | -           | 32     | 15     | 12     | 5      | 46,88      | Eson., Sub., Eson. |
| Totale carriera      | Totale carriera      | Totale carriera      | 120        | 46         | 49         | 25         |                 | 4               | 2               | 1               | 1               |                    | -                  | -                  | -                  | -                  |             | -           | -           | -           | -           | 124    | 48     | 50     | 26     | 38,71      |                    |

## Palmarès

### Giocatore

#### Competizioni nazionali
- Campionato italiano Serie C1: 1

Ascoli: 2001-2002
- Supercoppa di Lega Serie C1: 1

Ascoli: 2002
- Lega Pro Prima Divisione: 1

Cesena: 2008-2009

### Allenatore

#### Competizioni regionali
- Eccellenza: 1

Castelfidardo: 2019-2020